# Donji Bogićevci
Donji Bogićevci – wieś w Chorwacji, w żupanii brodzko-posawskiej, w gminie Dragalić. W 2011 roku liczyła 84 mieszkańców.